# Юго-восточный регион (Бразилия)

Юго-восточный регион на карте.

Юго-восточный регион (порт. Região Sudeste do Brasil) — административно-статистический регион в Бразилии. Входит в геоэкономический регион Центр-Юг. Население составляет 77 857 000 человек на 2007 год. Занимает площадь 924.511,292 км². Плотность населения — 84,21 чел./км².

## Статистика
- Валовой внутренний продукт на 2005 составляет 1.213.790.703.000 реалов (данные: Бразильский институт географии и статистики).
- Валовой внутренний продукт на душу населения на 2005 составляет 15.468,00 реалов (данные: Бразильский институт географии и статистики).
- Индекс развития человеческого потенциала на 2000 составляет 0,791 (данные: Программа развития ООН).

## Состав региона
В регион входят следующие штаты:
1. Минас-Жерайс
2. Рио-де-Жанейро
3. Сан-Паулу
4. Эспириту-Санту